# Alphitonia excelsa
Alphitonia excelsa är en brakvedsväxtart som först beskrevs av Edward Fenzl, och fick sitt nu gällande namn av George Bentham. Alphitonia excelsa ingår i släktet Alphitonia och familjen brakvedsväxter. Utöver nominatformen finns också underarten A. e. acutifolia.

## Bildgalleri

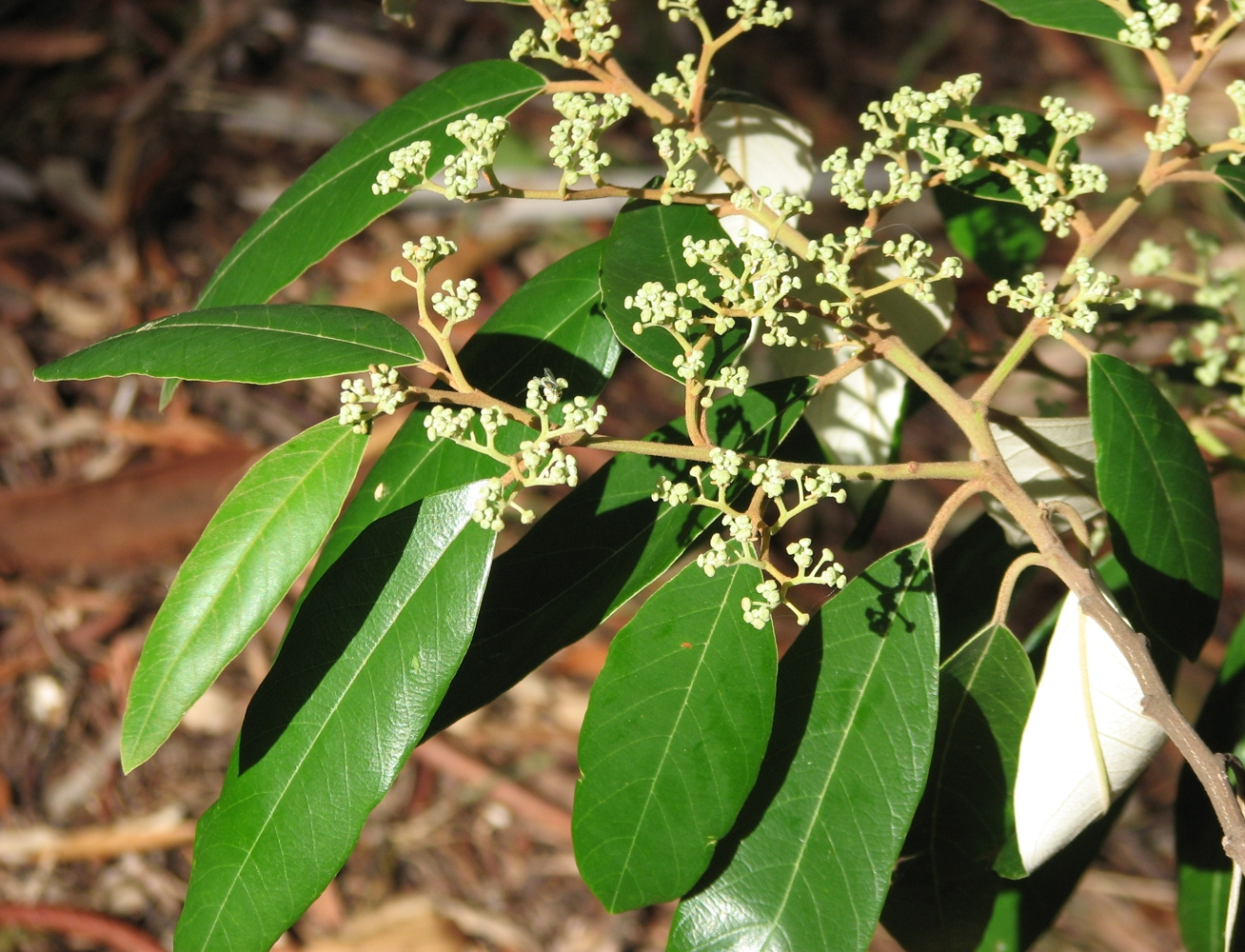
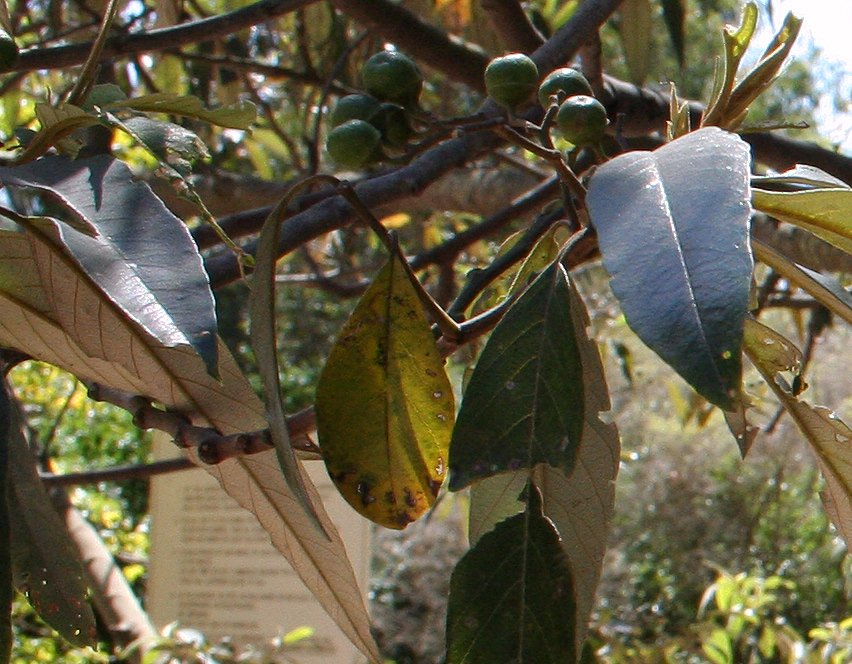
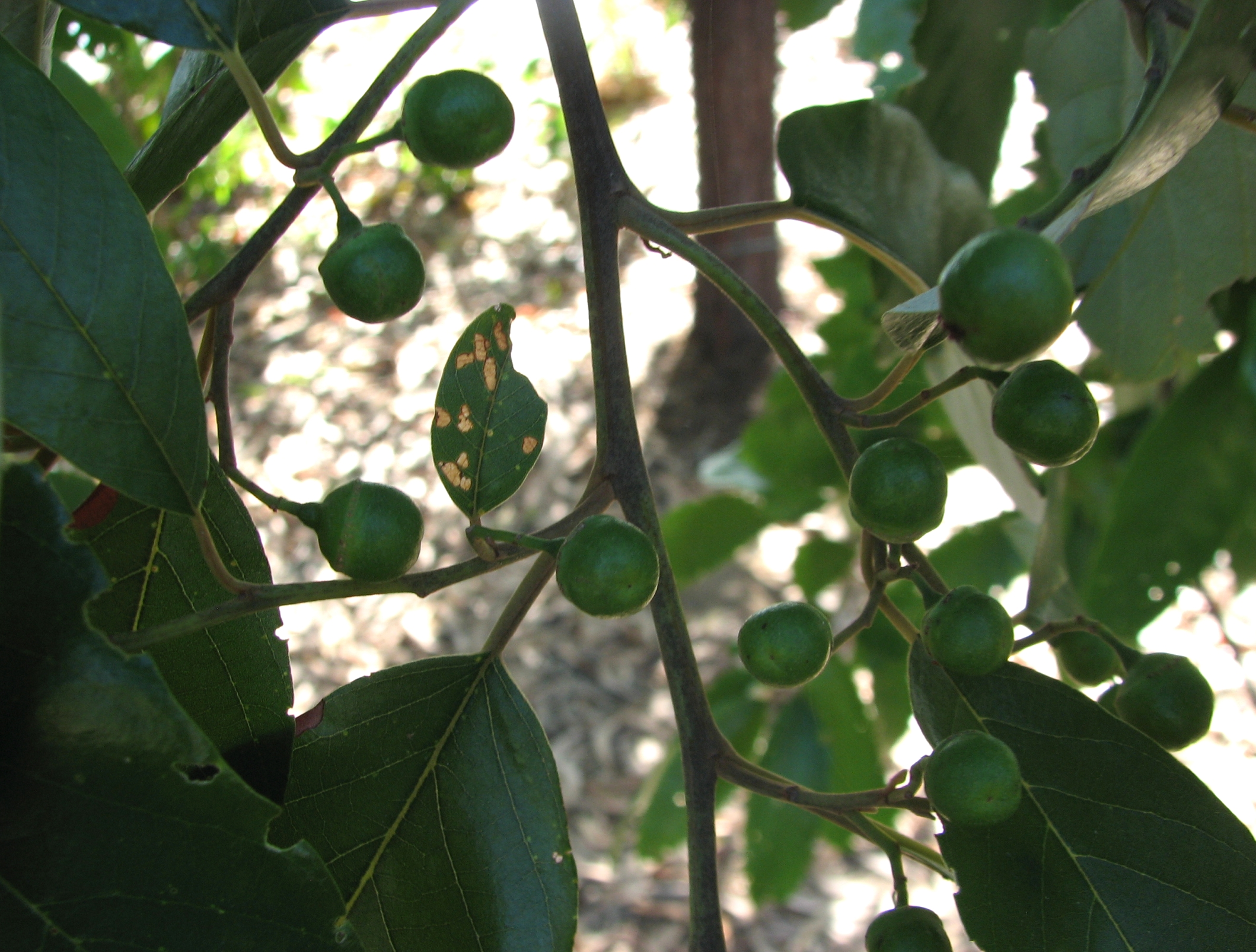
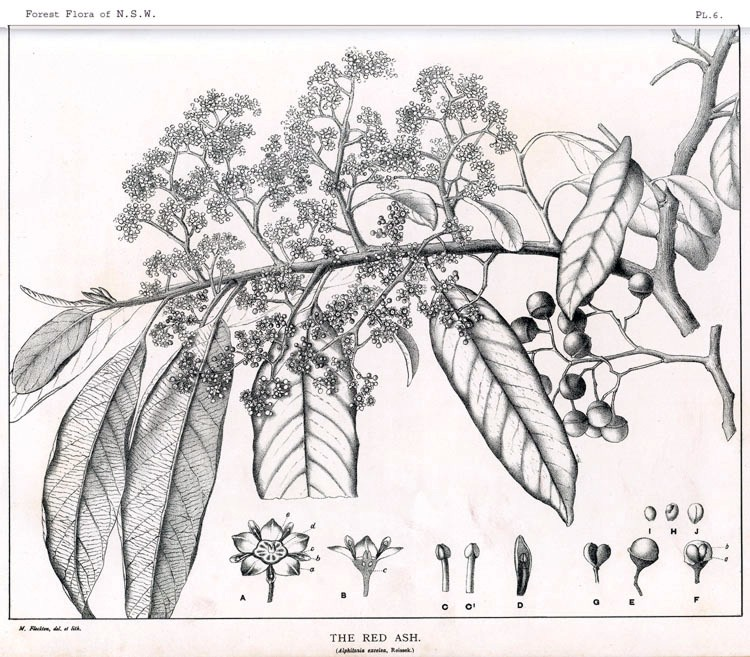